# Luise Margarete a Prusiei
Prințesa Luise Margarete a Prusiei (Luise Margarete Alexandra Viktoria Agnes; mai târziu Ducesă de Connaught și Strathearn; 25 iulie 1860 – 14 iulie 1917) a fost prințesă germană, mai târziu membru al familiei regale britanice, soția Prințului Arthur, Duce de Connaught și Strathearn. 

## Origine
Prințesa Luise Margarete s-a născut la Marmorpalais în apropiere de Potsdam, Prusia. Tatăl ei a fost Prințul Friedrich Karl al Prusiei, fiul Prințului Carol al Prusiei și al soției lui, Prințesa Maria de Saxa-Weimar-Eisenach. Mama ei a fost Prințesa Maria Anna de Anhalt-Dessau, fiica lui Leopold al IV-lea de Anhalt-Dessau. Tatăl ei, nepot de frate al împăratului Wilhelm I al Germaniei, s-a distins pe câmpul de luptă în bătălia de la Metz și în campaniile din 1870-71 în timpul războiului franco-prusac. 

## Căsătorie

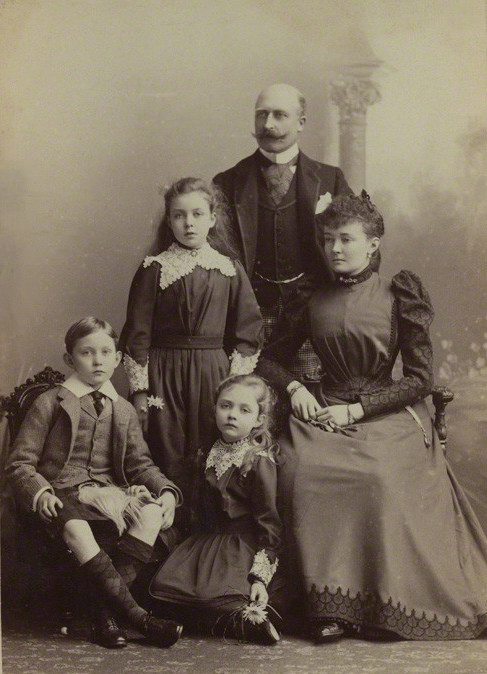
Ducesa de Connaught împreună cu familia, 1890.

La 13 martie 1879, Prințesa Luise Margarete s-a căsătorit cu Prințul Arthur, Duce de Connaught și Strathearn la Castelul Windsor. Prințul Arthur era al șaptelea copil și al treilea fiu reginei Victoria și al Prințului Albert de Saxa-Coburg și Gotha. După căsătorie, numele Luisei Margarete a fost anglicizat ca Louise Margaret.

## Ducesă de Connaught
Ducesa de Connaught și-a petrecut primii douăzeci de ani de căsătorie însoțindu-și soțul în tot imperiul britanic. Ducele și Ducesa de Connaught au cumpărat Bagshot Park în Surrey ca reședința lor de la țară iar după 1900 au utilizat Casa Clarence ca reședința din Londra. Și-a însoțit soțul în Canada în 1911 când Prințul Arthur și-a început mandatul de guvernator general.
Ducesa de Connaught a murit de gripă și bronșită la Casa Clarence. A devenit primul membru al familiei regale britanice care a fost incinerat. Procedura de îngropare a cenușii într-o urnă era încă necunoscut la acea vreme; urnă ei a fost transportată într-un sicriu obișnuit în timpul ceremoniei de înmormântare. Cenușa a fost îngropată în cele din urmă la cimitirul regal Frogmore. Ducele de Connaught i-a supraviețuit aproape douăzeci și cinci de ani.